# Король мурах (фільм)
Король мурах (англ. King of the Ants) — американський трилер 2003 року.

## Сюжет
Шон Кроулі, постійно шукає заробіток і нарешті влаштувався на добре оплачувану роботу в будівельній фірмі. Його навіть представили власникові компанії і «за сумісництвом» гангстерові Рею Меттьюсу, який несподівано попросив Шона вбити одного занадто докучливого адвоката за винагороду в 13 тисяч доларів. І Шон не тільки погодився, але і виконав замовлення. Проблема лише в тому, що ніхто не збирається платити йому обіцяні гроші. А якщо Шон стане «виникати», то його просто «розчавлять, як мураху». Але все не так просто, як здається Рею. Тепер життя Шона знайшло сенс і мету. Він відкрив у собі своє справжнє покликання у житті — покликання вбивці — і готовий зіграти з Реєм смертельну гру.

## У ролях
- Кріс МакКенна — Шон Кроулі
- Карі Вурер — Сьюзан Гетлі
- Джордж Вендт — Герцог Вейн
- Вернон Веллс — Беккет
- Лайонел Марк Сміт — Карл
- Тімм Шарп — Джордж
- Деніел Болдуін — Рей Меттьюс
- Карісса Коста — Морін
- Бріана Бегі — дочка Морін
- Карлі Вестерман — Кетлін Гетлі
- Йен Патрік Вільямс — Тоні
- Антуан Джозеф — ідіот
- Шуко Акуне — Мід Парк
- Стів Хеллер — Гарі
- Кен «Бам Бам» Джонсон мол. — дитина
- Тіно Маркес мол. — дитина
- Адам Ноубл — бармен
- Джо Девіс — Біг 69 (в титрах не вказаний)
- Рон Лівінгстон — Ерік Гетлі (в титрах не вказаний)